# Johann Fulda
Johann Rudolph Siegmund Fulda (* 15. November 1804 in Richelsdorfer Hütte; † 15. Februar 1880 in Kassel) war ein deutscher Bergbauingenieur und als Leiter der Oberberg- und Salzwerksdirektion Kassel höchster Bergbaubeamter im Kurfürstentum Hessen.

## Leben

### Herkunft und Familie
Johannes Fulda entstammte einer Familie, die ab Mitte des 17. Jahrhunderts am Harz, in Graubünden und in Zweibrücken angesiedelt war, nach Hessen kam und aus der zahlreiche namhafte Persönlichkeiten hervorgegangen sind. Er war ein Sohn des  Wilhelm Fulda (1781–1870, Oberbergrat an der Kupferhütte Richelsdorf) und dessen Ehefrau Johanne Christine Wild (1785–1846), deren Schwester Dorothea (Dortchen) mit Wilhelm Grimm verheiratet war.
Fulda war verheiratet mit Lydia Bleymüller (1812–1885), die aus der Neuen Hütte bei Schmalkalden kam. Aus der Ehe sind die Kinder Anna (1835–1877), Rudolf Alexander (1838–1924, Hütteninspektor, ∞ Marie Wachsmuth, deren Sohn Ernst Fulda (1885–1960) war Bergbeamter) und Mathilde (1844–1926, ∞ Stippich) hervorgegangen.

### Werdegang und Wirken
Nach dem Abitur absolvierte er ein Bergbaustudium an der Georg-August-Universität Göttingen und wurde im Jahre 1826 Bergakzessist in Richelsdorf, wo im Richelsdorfer Gebirge vom Mittelalter bis in das 20. Jahrhundert Bergbau auf Kupferschiefer, Cobalt, Nickel und Schwerspat stattfand.
1832 wechselte er als Bergassessor nach Schmalkalden.
1836 wurde er zum Berginspektor, 1845 zum Bergrat und zum Mitglied der Direktion der Oberberg- und Salzwerksdirektion in Kassel befördert. Sechs Jahre später führte er den Titel Oberbergrat und wurde 1856 mit der Führung der
Geschäfte des Direktors der Ober-Berg- und Salzwerksdirektion beauftragt. Sie hatte als Aufgabe die Ausführung des Berg-, Salz- und Münzregals im ganzen Kurfürstentum, die Aufsicht über den Betrieb und den Haushalt der staatlichen, privaten und gewerkschaftlichen Werke und die Erteilung von Schürf- und Mutscheinen und von Belehnungen, sowie die Aufsicht über das Münzwesen besonders auf die umlaufenden Münzsorten.  In dieser Funktion führte er für den Landesherrn die Verhandlungen beim  Abschluss des Münzvertrages, der am 28. Januar 1857 in Wien von den Parteien unterzeichnet wurde.
Im selben Jahr wurde er zum Geheimen Bergrat ernannt. 
1860 wurde Fulda Direktor der Oberberg- und Salzwerksdirektion Kassel und war damit der höchste Bergbeamte im Kurfürstentum Hessen. 
1867 ging Fulda in den Ruhestand.
Nach der Annexion des Landes Hessen durch Preußen  wurde die Kasseler Behörde 1867 aufgelöst und deren Aufgaben im Jahr darauf dem Oberbergamt Clausthal übertragen.

### Werke und Schriften
- 1825 Bieber (Biebergemünd), Hochofen, Bauaufnahme, Querschnitt
- 1830 Geognostische Beschreibung des Kreises Rotenburg in der Provinz Niederhessen. Liegt als Handschrift in der Handschriftenabteilung der Gesamthochschulbibliothek Kassel
- 1834 Seligenthal-Atzerode, Grube Stahlberg, Bestandsaufnahme der Tagegebäude und Entwurf zum Zechenhaus, Situationsplan, Aufriss und Grundriss

### Auszeichnungen
- 15. März 1850 Verdienstorden Philipps des Großmütigen, Ritterkreuz[8]